# 翅苞楼梯草
翅苞楼梯草（学名：Elatostema aliferum）为荨麻科楼梯草属的植物，是中国的特有植物。分布于中国大陆的云南等地，生长于海拔2,450米的地区，常生长在山谷林下，目前尚未由人工引种栽培。